# Championnat d'Amérique masculin de rink hockey 2007
Navigation
Argentine 2008
Le championnat d'Amérique de rink hockey masculin 2007 est la première édition de la compétition organisée par la Confédération sud-américaine de roller (Confederació Sud-americana del Patí, CSP). Il se dispute dans la ville brésilienne de Recife, dans l’État de Pernambouc, entre le 29 octobre et le 3 novembre 2007. La compétition regroupe les sélections nationales d'Argentine, du Brésil, de Catalogne, de Colombie, du Chili, des États-Unis et d'Afrique du Sud.
Cette compétition consistitue la première compétition masculine officielle à laquelle participe la sélection catalane en tant que membre de la Confédération sud-américaine de roller, alors que la sélection féminine a déjà participé aux éditions féminines de 2006 et 2007. Par ailleurs, les sélections américaine et sud-africaine participent en tant qu'invités de la CSP. L'équipe africaine participe pour la première fois à cette compétition, alors que les États-Unis se sont déjà engagés dans l'édition féminine de la même année.
La compétition est remportée par l'Argentine, en battant en finale la Catalogne, l'autre favorite du tournoi.

## Organisation
Le matin du premier jour de la compétition est consacré aux essais de la piste sur laquelle se disputeront tous les matchs. Chaque sélection dispose de 15 minutes pour cela et se succèdent entre 9 h et 10 h 30. L'Afrique du Sud inaugure les essais, suivie de l'Argentine, de la Catalogne, du Chili, de la Colombie et des États-Unis.
Le samedi 3 novembre la CSP convoque une réunion extraordinaire pour annoncer les prochaines éditions masculines du championnat d'Amérique. Il est décidé passera à une fréquence bis-annuelle et que les prochaines éditions seront organisées par l'Argentine en 2008, la Catalogne en 2010, la Colombie en 2012 et le Chili en 2014. Il y est confirmé que l'édition féminine se déroulera au Brésil en 2011, comme annoncé après la finale de l'édition 2007,. À cette réunion, participent Armando Quintanilla, président de la CSP, Mariisol Andrade, sa vice-présidente, ainsi que les représentants de l'Argentine, de la Colombie, du Chile, du Brésil et de la Catalogne, ainsi que des délégations invitées. Cette réunion est également l'occasion de proposer aux États-Unis et à l'Afrique du Sud la possibilité de rejoindre la CSP comme membre permanent, au même titre que la Catalogne, qui possède un droit de parole mais pas de vote.
Les arbitres désignés pour officier dans cette compétition sont Leandro Agra (Brésil), Jim Jost (États-Unis), Romario Soares (Brésil), Eduardo Díaz (Chili), Luis Antonio (Brésil) et Gerard Gorina (Espagne).
La compétition a une répercussion importante en Catalogne, car il s'agit de la première compétition internationale de haut niveau à laquelle participe la sélection masculine depuis le Championnat du monde B de rink hockey masculin 2004, disputé à Macao. La Televisió de Catalunya retransmis les huit matchs disputés par les catalans. Ils sont diffusés en direct sur Canal 33, à l'exception de la finale qui est diffusée sur TV3.

## Participants
| Équipes        |
| -------------- |
| Argentine      |
| Brésil         |
| Catalogne      |
| Colombie       |
| Chili          |
| États-Unis     |
| Afrique du Sud |

### Argentine
La sélection argentine, quatre fois championne du monde (1978, 1984, 1995 et 1999), constitue un sérieux aspirant au titre, surtout après avoir accroché la troisième place au championnat du monde A de rink hockey masculin 2007 quelques mois plus tôt. cependant, le sélectionneur argentin, Daniel Cocinero, doit dans un même temps diriger la sélection masculine des moins de 20 ans en vue du championnat du monde de rink hockey masculin juniors qui aura lieu un mois plus tard à Santiago au Chili,. La délégation argentine arrive donc au Brésil le 27 octobre, soit deux jours avant le début des épreuves.
| N°          | Nom              | Poste         | Club                |
| ----------- | ---------------- | ------------- | ------------------- |
| -           | Gonzalo Aguirre  | Gardien       | Concepción PC       |
| -           | Javier Morilla   |               | Olimpia PC          |
| -           | Lucas Escary     |               | CC Buenos Aires     |
| -           | Matías Pascual   |               | Olimpia PC          |
| -           | Pablo Saavedra   |               | UV Trinidad         |
| -           | Lucas Ordóñez    |               | Banco Hispano       |
| -           | Francisco Roca   |               | UV Trinidad         |
| -           | Lucas Martínez   |               | Club Petroleros YPF |
| -           | Michael Marín    |               | Concepción PC       |
| -           | Valentín Grimalt | Gardien       | Club Petroleros YPF |
| Entraineurs |                  |               |                     |
| -           | Daniel Cocinero  | Sélectionneur |                     |

### Brésil
En parvenant à réunir les meilleurs joueurs du pays, la sélection brésilienne fait partie des favoris avec l'Argentine et la Catalogne. Elle possède de plus l'avantage de jouer à domicile,. Elle peut compter sur des joueurs évoluant dans des clubs portugais majeurs : Cacau, Didi et Bruno Matos,. Les derniers résultats de la sélection en compétitions internationales sont une huitième place au championnat du monde A de rink hockey masculin 2005 et une septième place au championnat du monde A de rink hockey masculin 2007.
| N°          | Nom                      | Poste         | Club          |
| ----------- | ------------------------ | ------------- | ------------- |
| -           | A. Paludo Rieger         | Gardien       | CP Recife     |
| -           | Jackson Nascimento       |               | CP Recife     |
| -           | Marcelo Soares           |               | SC Recife     |
| -           | Breno Vieira             |               | CN Capibaribe |
| -           | Cláudio Selva "Cacau"    |               | OC Barcelos   |
| -           | Kleber Gembre            |               | Sertãozinho H |
| -           | Bruno Matos              |               | Candelária SC |
| -           | Jurandir da Silva "Didí" |               | AJ Viana      |
| -           | Antonio D'Azevedo        |               | SC Recife     |
| -           | Eduardo Souto            | Gardien       | SC Recife     |
| Entraineurs |                          |               |               |
| -           | Leónidas Agra            | Sélectionneur |               |

### Catalogne
La Catalogne fait partie des favorites pour le titre. Elle compte à son palmarès un titre mondial gagné lors du championnat du monde B de rink hockey masculin 2004, à Macao, deux victoires aux Blanes Golden Cup en 2004 et 2005 et reste sur 2 troisièmes places lors des éditions 2006 et 2007. Étant donné la concomitance entre le Championnat d'Amérique et le déroulement de la OK Liga, qui fait rater deux journées de championnat espagnol aux joueurs sélectionnés, les clubs catalans n'ont autorisé le départ que d'un seul de leur joueur, à l'exception du FC Barcelone qui fournit deux joueurs. La sélection catalane est donc composée de joueurs venant de neuf clubs différents. Deux joueurs font leurs débuts dans la sélection en entamant le match contre l'Afrique du Sud : Xavier Lladó et Oriol Pons. Ivan Tibau, capitaine de l'équipe, est l'unique joueur ayant participé au mondial B 2004 à Macao.
Avant leur départ pour le Brésil, la sélection catalane est reçue et encouragée par la secrétaire générale aux sports, Anna Pruna, qui organise une cérémonie le 25 octobre au Musée Colet en présence du président de la fédération catalane, du sélectionneur et des joueurs. La délégation catalane, dirigée par Judit Martinez, arrive à Recife le matin du 28 octobre. Elle est de retour à l'aéroport de Barcelone le 5 novembre. Le vendredi 9 novembre, Anna Pruna et le conseiller du vice-président de la Generalitat de Catalogne, Josep-Lluís Carod-Rovira, reçoivent les athlètes au Palais de la Generalitat de Catalogne. Le président de la fédération catalane de patinage, Ramon Basiana, profite de l'occasion pour remercier les clubs ayant prêté leurs joueurs.
| N°          | Nom              | Poste         | Club          |
| ----------- | ---------------- | ------------- | ------------- |
| -           | Octavi Tarrés    | Gardien       | FC Barcelone  |
| -           | Ivan Tibau       |               | CH Lloret     |
| -           | Miquel Masoliver |               | FC Barcelone  |
| -           | Jordi Molet      |               | Reus Deportiu |
| -           | Marc Navarro     |               | Igualada HC   |
| -           | Albert Casanovas |               | CP Vilanova   |
| -           | Xavi Lladó       |               | Blanes HCF    |
| -           | Eloi Mitjans     |               | CE Noia       |
| -           | Jordi Carbó      |               | CP Vic        |
| -           | Oriol Pons       | Gardien       | CP Voltregà   |
| Entraineurs |                  |               |               |
| -           | Jordi Camps      | Sélectionneur |               |

### Colombie
Après une 14e place au championnat du monde A de rink hockey masculin 2007 et une rétrogradation dans le groupe mondial B, la Colombie est la dernière équipe à s'inscrire à la compétition et dont la participation est restée la plus incertaine. Finalement, elle se présente aux épreuves avec une équipe de jeunes joueurs, dont la moyenne d'âge est légèrement supérieure à 18 ans, afin de préparer le prochain championnat du monde juniors à venir. Le résultat le plus probant de cette sélection est une victoire au championnat du monde B de rink hockey masculin 2002.
| N°          | Nom                | Poste         | Club           |
| ----------- | ------------------ | ------------- | -------------- |
| -           | David Saldarriaga  | Gardien       | Antioquia      |
| -           | Nicolás Vasques    |               |                |
| -           | Santiago Lizcano   |               | Bogotá         |
| -           | Raul Rigoza        |               | Patín Sport    |
| -           | José Naranjo       |               | CD Corazonista |
| -           | Sebastián Valencia |               |                |
| -           | Luis Cifuentes     |               | CD Corazonista |
| -           | Nelson Ponce       |               |                |
| -           | David Bustamante   |               | Antioquia      |
| -           | Dario Falla        | Gardien       | Campana HC     |
| Entraineurs |                    |               |                |
| -           | Mauricio Semeraro  | Sélectionneur |                |

### Chili
Le Chili a terminé respectivement 10e et 11e des deux dernières éditions des championnats du monde A (2005 et 2007). Le sélectionneur chilien, Rodolfo Oyola, emmène pour la compétition à venir l'intégralité de l'équipe qui disputera le prochain championnat du monde junior, une équipe composée de joueurs évoluant tous dans le championnat chilien.
| N°          | Nom                 | Poste         | Club                      |
| ----------- | ------------------- | ------------- | ------------------------- |
| -           | Miguel González     | Gardien       |                           |
| -           | Diego Miranda       |               | CD Universidad Católica   |
| -           | Nicolás Fernández   |               | Saint Mary Joseph HC      |
| -           | Alonso Jiménez      |               | CH San Agustín            |
| -           | Ricardo Cáceres     |               | CH Estudiantil San Miguel |
| -           | Nicolás Flores      |               | CH Thomas Bata            |
| -           | Abraham Paredes     |               | CH Estudiantil San Miguel |
| -           | Juan Pablo la Torre |               |                           |
| -           | Nicolás del Campo   |               | CD Universidad Católica   |
| -           | Bastián Osorio      |               |                           |
| -           | Marcelo Calabrese   |               |                           |
| -           | Javier Villalobos   | Gardien       | Saint Mary Joseph HC      |
| Entraineurs |                     |               |                           |
| -           | Rodolfo Oyola       | Sélectionneur |                           |

### États-Unis
La sélection américaine se présente à la compétition afin de préparer le championnat du monde B de rink hockey masculin 2008, juste après avoir terminé à la 16e et dernière place du championnat du monde A de rink hockey masculin 2007, entérinant ainsi sa rétrogradation dans le groupe mondial B,.
| N°          | Nom                | Poste         | Club                   |
| ----------- | ------------------ | ------------- | ---------------------- |
| -           | Chad White         | Gardien       | Merced Knights         |
| -           | Chris Gibson       |               | Merced Knights         |
| -           | Dylan Sordahl      |               | Olympia Warriors       |
| -           | Wayne Taylor       |               | Merced Knights         |
| -           | Nicholas Robinson  |               | Merced Knights         |
| -           | Cameron Torvik     |               |                        |
| -           | Kevin Hayes        |               | Merced Knights         |
| -           | Kevin Lemons       |               | Decatur Flaming Eagles |
| -           | Collin Runnels     |               | Klamath Falls          |
| -           | Leonard Burnett    | Gardien       | Merced Knights         |
| Entraineurs |                    |               |                        |
| -           | Donald Lloyd Allen | Sélectionneur |                        |

### Afrique du Sud
L'Afrique du Sud participe à la compétition en tant qu'invitée. L'année précédente, la sélection africaine a terminé à la 5e place du championnat du monde B de rink hockey masculin 2006. Elle participe à la compétition afin de se préparer aux prochaines échéances internationales : le championnat du monde juniors 2007 et le championnat du monde B de rink hockey masculin 2008.
| N°          | Nom               | Poste         | Club |
| ----------- | ----------------- | ------------- | ---- |
| -           | Sérgio de Araújo  | Gardien       |      |
| -           | Miguel de Andrade |               |      |
| -           | Cláudio de Araújo |               |      |
| -           | Fernando Maia     |               |      |
| -           | Dean Boniface     |               |      |
| -           | Raul Teixeira     |               |      |
| -           | Richard Gonçalves |               |      |
| -           | Justin da Costa   |               |      |
| -           | Nelson Mendes     |               |      |
| -           | Marco Von Tonder  |               |      |
| Entraineurs |                   |               |      |
| -           | Luís Cunha        | Sélectionneur |      |

## Phase régulière
| Rang | Équipe         | Pts | J | G | N | P | Bp | Bc | Diff |  | Résultats      |  |     |     |     |      |      |      |
| ---- | -------------- | --- | - | - | - | - | -- | -- | ---- |  | -------------- |  | --- | --- | --- | ---- | ---- | ---- |
| 1    | Catalogne      | 18  | 6 | 6 | 0 | 0 | 48 | 5  | +43  |  | Catalogne      |  | 3-0 | 6-3 | 5-1 | 10-1 | 11-0 | 13-0 |
| 2    | Brésil         | 13  | 6 | 4 | 1 | 1 | 33 | 15 | +18  |  | Brésil         |  |     | 4-4 | 3-1 | 7-2  | 8-2  | 9-3  |
| 3    | Argentine      | 11  | 6 | 3 | 2 | 2 | 47 | 18 | +29  |  | Argentine      |  |     |     | 1-1 | 8-3  | 9-3  | 22-1 |
| 4    | Chili          | 10  | 6 | 3 | 1 | 2 | 34 | 14 | +20  |  | Chili          |  |     |     |     | 8-1  | 8-3  | 15-1 |
| 5    | Afrique du Sud | 4   | 6 | 1 | 1 | 4 | 18 | 39 | -21  |  | Afrique du Sud |  |     |     |     |      | 3-3  | 8-3  |
| 6    | Colombie       | 4   | 6 | 1 | 1 | 4 | 15 | 39 | -24  |  | Colombie       |  |     |     |     |      |      | 4-0  |
| 7    | États-Unis     | 0   | 6 | 0 | 0 | 6 | 8  | 73 | -65  |  | États-Unis     |  |     |     |     |      |      |      |

### Feuilles de matchs

#### 29 octobre 2007
| 29 octobre 2007 | Chili | 8–1 | Afrique du Sud |  |
| 17 h 30         |       |     |                |  |

18h45 : Cérémonie d'ouverture
| 29 octobre 2007 | Argentine                       | 3–6 | Catalogne                                         |                                                    |                                                    |
| 19 h 30         | Roca 9e Morilla 13e Ordóñez 24e |     | Mitjans 13e 33e 35e Tibau 24e Molet 26e Lladó 37e | Spectateurs : 1 500 Arbitrage : L. Agra et J. Jost | Spectateurs : 1 500 Arbitrage : L. Agra et J. Jost |

| 29 octobre 2007 | Brésil | 9–3 | États-Unis |                     |                     |
| 20 h 45         |        |     |            | Spectateurs : 1 700 | Spectateurs : 1 700 |

#### 30 octobre 2007
| 30 octobre 2007 | Catalogne                                                                            | 10–1 | Afrique du Sud |                                  |                                  |
| 8 h 30          | Tibau 7e, 24e, 29e Molet 12e, 18e Lladó 12e Masoliver 27e, 27e Carbó 32e Mitjans 32e |      | Maia 39e       | Arbitrage : R. Soares et J. Jost | Arbitrage : R. Soares et J. Jost |

| 30 octobre 2007 | Argentine | 1–1 | Chili |  |
| 10 h 00         |           |     |       |  |

| 30 octobre 2007 | Brésil | 8–2 | Colombie |  |
| 12 h 00         |        |     |          |  |

| 30 octobre 2007 | Argentine | 22–1 | États-Unis |  |
| 17 h 30         |           |      |            |  |

|         | Catalogne                                                                                      | 11–0 | Colombie |                                     |                                     |
| 19 h 30 | Mitjans 6e Molet 8e, 31e, 38e Lladó 9e Navarro 10e Tibau 11e, 11e, 27e Carbó 14e Masoliver 27e |      |          | Arbitrage : R. Soares et L. Antonio | Arbitrage : R. Soares et L. Antonio |

| 30 octobre 2007 | Brésil | 3–1 | Chili |  |
| 20 h 45         |        |     |       |  |

#### 31 octobre 2007
| 31 octobre 2007 | Argentine | 9–3 | Colombie |  |
| 8 h 30          |           |     |          |  |

| 31 octobre 2007 | Brésil | 7–2 | Afrique du Sud |  |
| 10 h 00         |        |     |                |  |

| 31 octobre 2007 | États-Unis | 0–13 | Catalogne                                                                                                |                                                    |                                                    |
| 12 h 00         |            |      | Navarro 4e, 11e, 29e Casanovas 6e Masoliver 12e, 16e, 35e Molet 15e, 32e, 33e Tibau 26e, 29e Mitjans 30e | Spectateurs : 1 000 Arbitrage : L. Agra et E. Díaz | Spectateurs : 1 000 Arbitrage : L. Agra et E. Díaz |

|         | Chili | 8–3 | Colombie |  |
| 17 h 30 |       |     |          |  |

| 31 octobre 2007 | États-Unis | 3–8 | Afrique du Sud |  |
| 19 h 30         |            |     |                |  |

| 31 octobre 2007 | Brésil                   | 4–4 | Argentine                        |  |  |
| 20 h 45         | "Cacau" (2) "Didí" Bruno |     | Lucas Ordóñez (3) Lucas Martínez |  |  |

#### 1ernovembre 2007
| 1er novembre 2007 | États-Unis | 0–4 | Colombie |  |
| 8 h 30            |            |     |          |  |

| 1er novembre 2007 | Argentine | 8–3 | Afrique du Sud |  |
| 10 h 00           |           |     |                |  |

| 1er novembre 2007 | Chili       | 1–5 | Catalogne                                       |                                   |                                   |
| 12 h 00           | Miranda 12e |     | Tibau 9e Mitjans 13e, 17e Navarro 28e Molet 36e | Arbitrage : L. Agra et L. Antonio | Arbitrage : L. Agra et L. Antonio |

| 1er novembre 2007 | Afrique du Sud | 3–3 | Colombie |  |
| 17 h 30           |                |     |          |  |

| 1er novembre 2007 | Chili | 15–1 | États-Unis |  |
| 19 h 30           |       |      |            |  |

| 1er novembre 2007 | Brésil | 0–3 | Catalogne                     |                                  |                                  |
| 20 h 45           |        |     | Carbó 3e Lladó 7e Mitjans 29e | Arbitrage : L. Agra et G. Gorina | Arbitrage : L. Agra et G. Gorina |

## Phase finale
|  | Demi-finales    | Demi-finales    |                        |   | Finale          | Finale          |
|  | Demi-finales    | Demi-finales    |                        |   | Finale          | Finale          |
|  |                 |                 |                        |   |                 |                 |
|  | 2 novembre 2007 | 2 novembre 2007 |                        |   | 3 novembre 2007 | 3 novembre 2007 |
|  | 2 novembre 2007 | 2 novembre 2007 |                        |   | 3 novembre 2007 | 3 novembre 2007 |
|  | Catalogne       | 2               |                        |   | 3 novembre 2007 | 3 novembre 2007 |
|  | Catalogne       | 2               |                        |   | 3 novembre 2007 | 3 novembre 2007 |
|  | Chili           | 1               |                        |   | 3 novembre 2007 | 3 novembre 2007 |
|  | Chili           | 1               | Catalogne              | 2 |                 |                 |
|  | 2 novembre 2007 |                 | Catalogne              | 2 |                 |                 |
|  |                 | Argentine       | 4                      |   |                 |                 |
|  | Brésil          | Argentine       | 4                      | 5 |                 |                 |
|  | Brésil          |                 |                        | 5 |                 |                 |
|  | Argentine       | 6               |                        |   |                 |                 |
|  | Argentine       | 6               | Match pour la 3e place |   |                 |                 |
|  |                 |                 |                        |   |                 |                 |
|  | 3 novembre 2007 |                 |                        |   |                 |                 |
|  |                 |                 |                        |   |                 |                 |
|  | Brésil          | 8               |                        |   |                 |                 |
|  | Brésil          | 8               |                        |   |                 |                 |
|  | Chili           | 1               |                        |   |                 |                 |
|  | Chili           | 1               |                        |   |                 |                 |

|                    |
| Champion Argentine |

### Demi-finales
| 2 novembre 2007 | Catalogne      | 2–1 | Chili         |                                |                                |
| 20 h 30         | Molet 23e, 42e |     | Fernández 29e | Arbitrage : L. Agra et J. Jost | Arbitrage : L. Agra et J. Jost |

| 2 novembre 2007 | Brésil | 5–6 | Argentine |  |
| 21 h 30         |        |     |           |  |

### Match pour la troisième place
| 3 novembre 2007 | Brésil | 8–1 | Chili |  |
| 20 h 15         |        |     |       |  |

### Finale
| 3 novembre 2007 | Catalogne                 | 2–4 | Argentine                                 |                                   |                                   |
| 21 h 30         | Navarro 18e Masoliver 22e |     | Morilla 12e Martínez 22e Ordónez 29e, 38e | Arbitrage : L. Agra et L. Antonio | Arbitrage : L. Agra et L. Antonio |

## Phase de classement

### 5eà7eplaces
| 2 novembre 2007 | Colombie | 9–4 | États-Unis |  |
| 10 h 00         |          |     |            |  |

| 2 novembre 2007 | Afrique du Sud | 8–5 | États-Unis |  |
| 17 h 00         |                |     |            |  |

### 5eet6eplaces
| 3 novembre 2007 | Afrique du Sud | 5–5 | Colombie |  |
| 19 h 00         |                |     |          |  |

## Classement et statistiques
| Rang | Équipe         | Pts | J | G | N | P | Bp | Bc | Diff |
| ---- | -------------- | --- | - | - | - | - | -- | -- | ---- |
| 1    | Argentine      | 12  | 8 | 5 | 2 | 1 | 57 | 25 | +32  |
| 2    | Catalogne      | 14  | 8 | 7 | 0 | 1 | 52 | 10 | +42  |
| 3    | Brésil         | 11  | 8 | 5 | 1 | 2 | 46 | 22 | +24  |
| 4    | Chili          | 7   | 8 | 3 | 1 | 4 | 36 | 24 | +12  |
| 6    | Colombie       | 6   | 8 | 2 | 2 | 4 | 29 | 48 | -19  |
| 5    | Afrique du Sud | 6   | 8 | 2 | 2 | 4 | 29 | 49 | -20  |
| 7    | États-Unis     | 0   | 8 | 0 | 0 | 8 | 17 | 90 | -73  |

## Meilleurs buteurs
| Joueur                   | Sélection      | Buts |
| ------------------------ | -------------- | ---- |
| Pablo Saavedra           | Argentine      | 16   |
| Lucas Ordóñez            | Argentine      | 13   |
| Jordi Molet              | Catalogne      | 12   |
| Claudio Araujo           | Afrique du Sud | 11   |
| Ivan Tibau               | Catalogne      | 10   |
| Bruno Matos              | Brésil         | 9    |
| Kleber Gembre            | Brésil         | 9    |
| Nicolás Fernández        | Chili          | 8    |
| Eloi Mitjans             | Catalogne      | 7    |
| Miquel Masoliver         | Catalogne      | 7    |
| Lucas Escaray            | Argentine      | 6    |
| Jurandir da Silva "Didí" | Brésil         | 6    |

## Récompenses
- Meilleur buteur :  Pablo Saavedra[18]
- Meilleur joueur :  Lucas Ordóñez[18]
- Gardien ayant encaissé le moins de buts :  Octavi Tarrés[18]
- Prix du fair-play :  Colombie[18]

## Sources
- (es) « Copa América 2007 - Resultados », sur Solohockey.NET, 2007
- (es) « Copa América 2007 - Goleadores », sur Solohockey.NET, 2007
- (es) « Copa América 2007 - Horarios », sur Solohockey.NET, 2007
- (ca) « Equips Copa Amèrica 2007 », sur Federació Catalana de Patinatge, 2007
- (ca) « Copa Amèrica 2007 - Noticies », sur Federació Catalana de Patinatge, 2007